# Абдулла аль-Хамид
Абдулла Хамид Али аль-Хамид (араб. عبد الله حامد علي الحامد‎), или «Абу Биляль» (12 июля 1950, Бурайда — 24 апреля 2020, Эр-Рияд) — активист-правозащитник из Саудовской Аравии, сооснователь «Саудовской Ассоциации гражданских и политических прав» (ACPRA). Несколько раз был заключён в тюрьму за поддержку идеи о создании конституционной монархии в Саудовской Аравии.
В мае 2005 года Абдулла аль-Хамид был осуждён на 7 лет тюремного заключения из-за «демонстрации инакомыслия и неповиновения правителю» после того, как он призвал к реформам. 8 августа 2005 он был помилован и отпущен на свободу.
В 2008 году аль-Хамид провёл четыре месяца в тюрьме за «подстрекательство к протесту» после того, как он поддержал демонстрацию женщин, которые выступили против арестов своих родственников. Демонстрация прошла перед тюрьмой города Бурайда, административного центра провинции Эль-Касим. Демонстрации в восточной провинции Саудовской Аравии, организованные представителями шиитского меньшинства, требующими освобождения заключённых, иногда заканчивались гибелью некоторых протестующих.

## Судебное дело 2012
1 сентября 2012 Абдулла аль-Хамид, вместе с Мухаммадом Фахадом аль-Кяхтани, предстал перед Специализированным уголовным судом. Оба зачитали суду заявления в свою защиту. Обвинения против аль-Хамида включали «распространение хаоса, дестабилизация общественного порядка, попытка препятствовать развитию в стране и выражение сомнений в честности официальных духовных лиц через обвинение их в том, что они являются инструментом в руках королевской семьи». В случае обвинительного приговора, ему грозило до пяти лет лишения свободы. Другой сооснователь ACPRA, Мухаммед аль-Баяди, получил четырёхлетний срок по схожим обвинениям в апреле.

### Окончание судебного процесса
Согласно одному из членов ACRPA, Абдулазизу аль-Шубайли, который посещал зал уголовного суда в Эр-Рияде, 9 марта 2013 года аль-Хамид был осуждён на пять лет лишения свободы с отбытием предыдущего, шестилетнего срока, отменённого королём Абдаллой в 2006 году. Аль-Шубайли также сообщил, что зал суда был забит «журналистами, активистами, а также представителями сил безопасности». Мухаммад аль-Кяхтани был приговорён к 10 годам по тому же делу Суд также постановил закрыть «Саудовскую Ассоциацию гражданских и политических прав» и принадлежащие ей СМИ, конфисковать её фонды.

### Арест адвокатов аль-Хамида
Матрук аль-Фалех был арестован 19 мая 2008 года в своём кабинете в Университете имени Короля Сауда, в котором он преподавал политологию. 10 января 2009 года его освободили. Аль-Фалех, действовавший в качестве адвоката и доверенного лица аль-Хамида и его брата, Иссы аль-Хамида, провёл семь месяцев в тюрьме, где его содержали в одиночной камере без предъявления обвинений. Считается, что арест был связан с письмом, написанным аль-Фалехом после посещения Иссы и Абдуллы аль-Хамид в тюрьме аль-Бурайда, в котором он детально сообщал об условиях содержания братьев. Аль-Фалех является членом Арабской комиссии по правам человека, располагающейся в Париже.
Абдульазиз аль-Хуссан, защищавший Мухаммада аль-Кяхтани и Абдуллу аль-Хамида, был задержан и подвергнут допросу весной 2013 года через некоторое время после того, как опубликовал в Twitter информацию об условиях содержания своих клиентов, Аль-Хуссан избежал запрета на выезд, типичного ограничения, налагаемого на всех арестованных, и переехал в Блумингтон в штате Индиана и работает в качестве приглашённого исследователя в Центре конституционной демократии Индианского университета.

## Международная реакция
7 сентября 2012 года «Международная амнистия» призвала к снятию обвинений против Мухаммада аль-Кяхтани и Абдуллы аль-Хамида, заявив, что дело против них было «основано исключительно на их законной деятельности по защите прав человека в Саудовской Аравии и их критике властей». Организация призвала к кампании в виде письменных обращений к королю и министру внутренних дел королевства.

## Смерть
9 апреля 2020 года аль-Хамид впал в кому и был переведён в реанимацию после перенесённого инсульта, из-за чего Amnesty International потребовали его освобождения. Вскоре после этого, всё ещё находясь под стражей, 24 апреля 2020 года он скончался в возрасте 69 лет.